# Diócesis de Beihai
La diócesis de Beihai o de Pakhoi (en latín: Dioecesis Pehaevensis y en chino: 天主教北海教区) es una circunscripción eclesiástica de la Iglesia católica en China. Se trata de una diócesis latina, sufragánea de la arquidiócesis de Cantón. Desde el 9 de noviembre de 2004 su obispo es Paul Su Yong-da, aunque para el Anuario Pontificio está vacante desde el 22 de febrero de 1959. En 1990 la Asociación Patriótica Católica China separó la parte de la diócesis de Beihai en la provincia de Cantón para erigir la diócesis de Zhanjiang, a la que le agregó en 1994 la ciudad de Maoming de la diócesis de Jiangmen. En 2000 suprimió la diócesis de Beihai al traspasar su territorio remanente en la región autónoma Zhuang de Guangxi, a la nueva diócesis de Guangxi, erigida con la arquidiócesis de Nanning (reducida a diócesis en año desconocido), la diócesis de Wuzhou y la prefectura apostólica de Guilin, todo sin el asentimiento de la Santa Sede. 

## Territorio y organización
La diócesis tiene 22 000 km² y extiende su jurisdicción sobre los fieles católicos de rito latino residentes en parte de la provincia de Cantón. 
La sede de la diócesis se encuentra en la ciudad de Zhanjiang, en donde se halla la Catedral de San Víctor, inaugurada en 1903 y llamada Église Notre-Dame-des-Victoires durante la administración francesa de la concesión de Guangzhouwan en la bahía de Cantón (1898-1946). La catedral original se encontraba en la ciudad de Beihai, hasta que se erigió la diócesis patriótica de Zhanjiang en 1990.
En 1950 en la diócesis existían 18 parroquias.

## Historia
El vicariato apostólico de Guangdong Occidental y Hainan fue erigido el 1 de agosto de 1920 con el breve Si ulla unquam del papa Benedicto XV, derivando el territorio del vicariato apostólico de Cantón (hoy arquidiócesis).
El 3 de diciembre de 1924 tomó el nombre de vicariato apostólico de Pakhoi en virtud del decreto Vicarii et Praefecti de la Congregación de Propaganda Fide.
El 15 de abril de 1929 cedió una parte de su territorio para la erección de la misión sui iuris de Hainan (hoy prefectura apostólica de Hainan) mediante el breve Quod christiani del papa Pío XI.
El 11 de abril de 1946 el vicariato apostólico fue elevado a diócesis con la bula Quotidie Nos del papa Pío XII.
El 4 de diciembre de 1949 la ciudad de Beihai fue ocupada por el Partido Comunista de China, que se impuso en la guerra civil y proclamó la República Popular China el 1 de octubre de 1949. El 4 de septiembre de 1951 China comunista expulsó al nuncio apostólico Antonio Riberi y la Santa Sede continuó reconociendo a la República de China en Taiwán como el legítimo gobierno chino. Todos los misioneros extranjeros fueron expulsados de China comunista en 1952, entre ellos el obispo Gustave Deswazières.
La Asociación Patriótica Católica China fue creada con el apoyo de la Oficina de Asuntos Religiosos de la República Popular de China en 1957, con el objetivo de controlar las actividades de los católicos en China. Su nombre público es Iglesia católica china y es referida como la "Iglesia oficial" en contraposición a la "Iglesia subterránea" o "Iglesia clandestina" leal a la Santa Sede.
En junio de 1965 la ciudad de Beihai pasó a depender de la región autónoma Zhuang de Guangxi.
En el período de 1966 a 1976 la Revolución Cultural se ensañó especialmente contra la religión, destruyéndose numerosas iglesias y cesaron todas las actividades religiosas en la diócesis, que pudo reanudar sus operaciones a principios de la década de 1980.
En 1990 la Asociación Patriótica Católica China separó la parte de la diócesis de Beihai en la provincia de Cantón para erigir la diócesis de Zhanjiang, a la que le agregó en 1994 la ciudad de Maoming de la diócesis de Jiangmen. En 2000 suprimió la diócesis de Beihai al traspasar su territorio remanente en la región autónoma Zhuang de Guangxi, a la nueva diócesis de Guangxi, erigida con la arquidiócesis de Nanning (reducida a diócesis en año desconocido), la diócesis de Wuzhou y la prefectura apostólica de Guilin, todo sin el asentimiento de la Santa Sede.
El 19 de marzo de 1995 la Asociación Patriótica Católica China eligió a Joseph Chen Chu como obispo de la diócesis de Zhanjiang sin el permiso del papa Juan Pablo II, rigiendo la diócesis hasta su fallecimiento el 19 de marzo de 2003. El 9 de noviembre de 2004, Paul Su Yong-da fue nombrado obispo de la diócesis de Beihai por el papa Juan Pablo II.
El 22 de septiembre de 2018 se firmó en Pekín el Acuerdo provisional entre la Santa Sede y la República Popular de China sobre el nombramiento de los obispos. El 22 de octubre de 2020 el acuerdo fue prorrogado por otros dos años y en octubre de 2022 por otros dos años más.
Debido a la situación particular de la Iglesia católica en China, la Santa Sede no nombra obispos para las diócesis chinas, que son sedes oficialmente vacantes incluso en presencia de obispos reconocidos por Roma.

## Estadísticas
Según el Anuario Pontificio 2002 la diócesis tenía a fines de 1950 un total de 15 105 fieles bautizados.
| Año                                                                             | Población            | Población | Población      | Sacerdotes | Sacerdotes    | Sacerdotes    | Bautizados por sacerdote | Diáconos permanentes | Religiosos | Religiosos | Parroquias |
| Año                                                                             | Bautizados católicos | Total     | % de católicos | Total      | Clero secular | Clero regular | Bautizados por sacerdote | Diáconos permanentes | Varones    | Mujeres    | Parroquias |
| ------------------------------------------------------------------------------- | -------------------- | --------- | -------------- | ---------- | ------------- | ------------- | ------------------------ | -------------------- | ---------- | ---------- | ---------- |
| 1950                                                                            | 15 105               | 3 200 000 | 0.5            | 27         | 27            |               | 559                      |                      |            | 72         | 18         |
| Fuente: Catholic-Hierarchy, que a su vez toma los datos del Anuario Pontificio. |                      |           |                |            |               |               |                          |                      |            |            |            |

## Episcopologio
- Auguste Gauthier, M.E.P. † (1 de junio de 1921-12 de mayo de 1927 falleció)
- Gustave-Joseph Deswazières, M.E.P. † (15 de febrero de 1928-de noviembre de 1928 renunció)
- Jean-Baptiste-Michel-Marie-Louis Pénicaud, M.E.P. † (16 de diciembre de 1929-de febrero de 1940 renunció)
- Gustave-Joseph Deswazières, M.E.P. † (27 de noviembre de 1940-22 de febrero de 1959 falleció)
  - Sede vacante
  - Joseph Chen Chu † (19 de marzo de 1995 consagrado-19 de marzo de 2003 falleció)
  - Paul Su Yong-da, desde el 9 de noviembre de 2004